# Daniel Gaemperle
Daniel Gaemperle (* 27. Juni 1954 in Algier) ist ein Schweizer Maler und Grafiker.

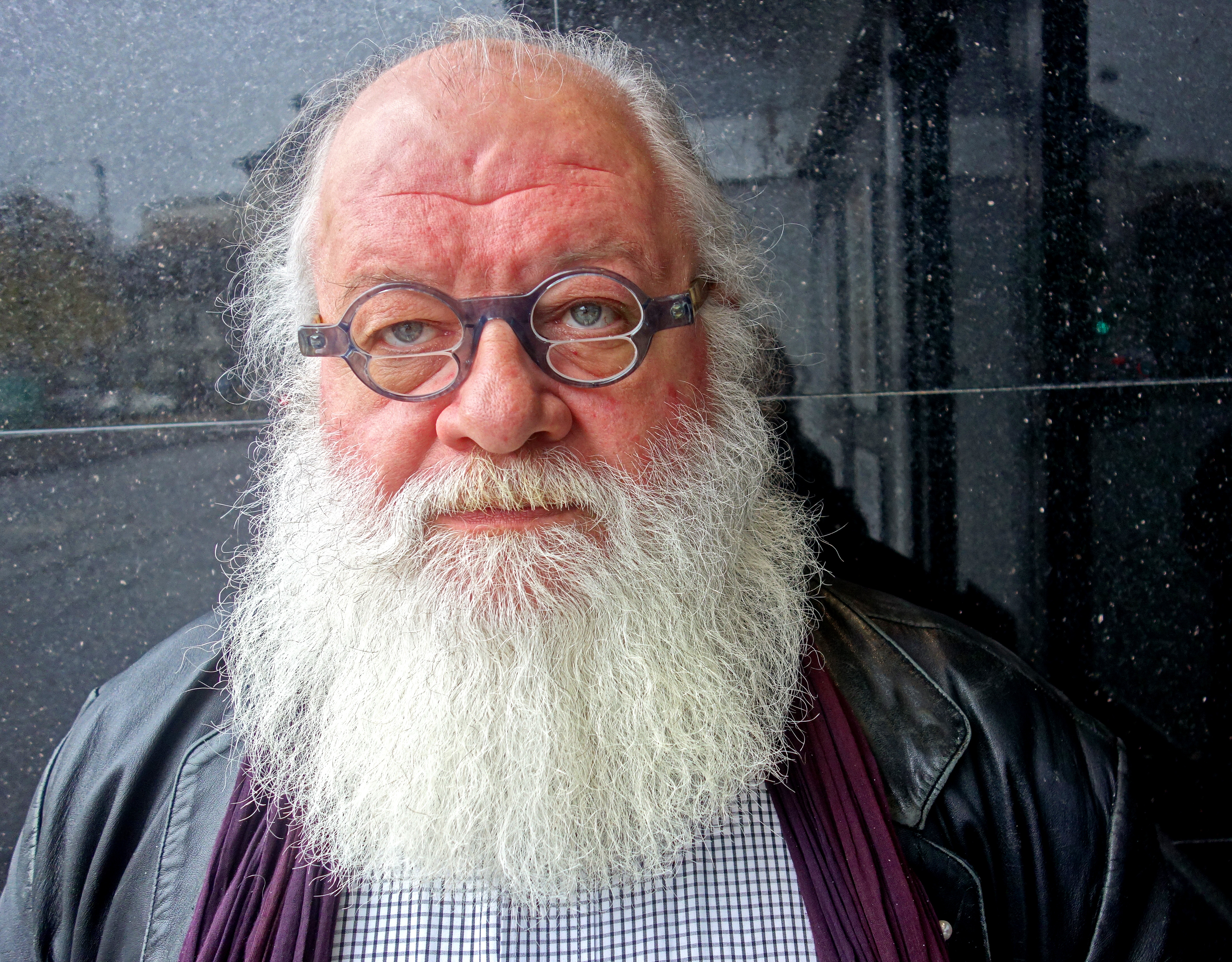
Daniel Gaemperle

## Leben
Daniel Gaemperle wurde als Sohn von Jakob und Verena Gämperle-Wohlfender als Auslandschweizer in Algier, Algerien geboren, wo er auch die Primarschule besuchte. 1962 flüchtet die Familie wegen des algerischen Befreiungskrieges nach Oberuzwil, wo die Grosseltern lebten. Er besuchte Schulen in Oberuzwil, Oberwil und Basel (FES-Freie Evangelische Schule – heute FG-Freies Gymnasium). Von 1970 bis 1974 wurde er bei Basler Architekten zum Hochbauzeichner ausgebildet. Während der Lehrzeit nahm er an Kursen an der Schule für Gestaltung in Basel teil. Seit 1978 ist er freischaffender Künstler, er lebt und arbeitet seit 1987 in Kleinlützel und Alignan-du-Vent, Frankreich.

## Werk

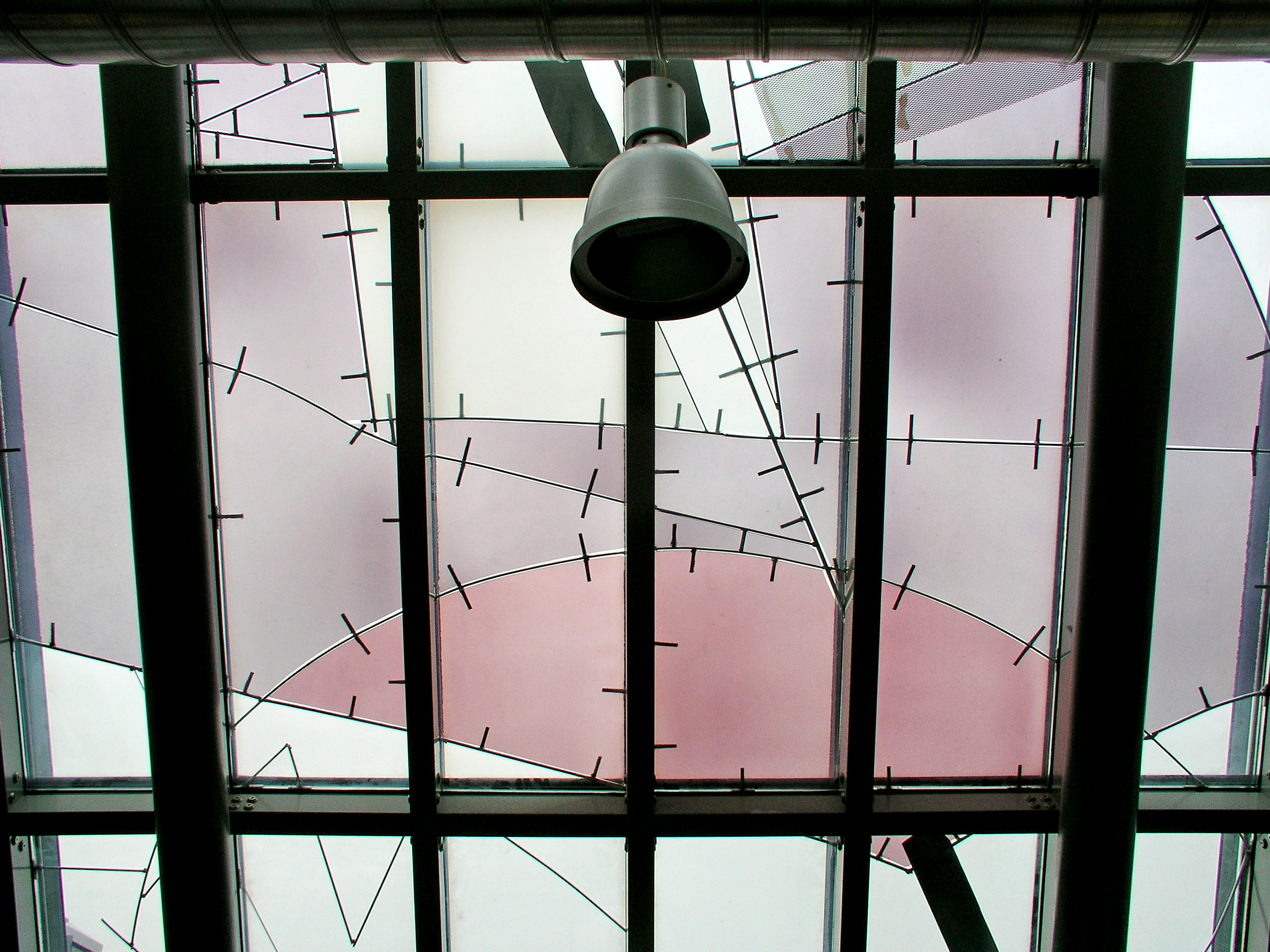
Glasgestaltung ETH-Zürich (1986/87)

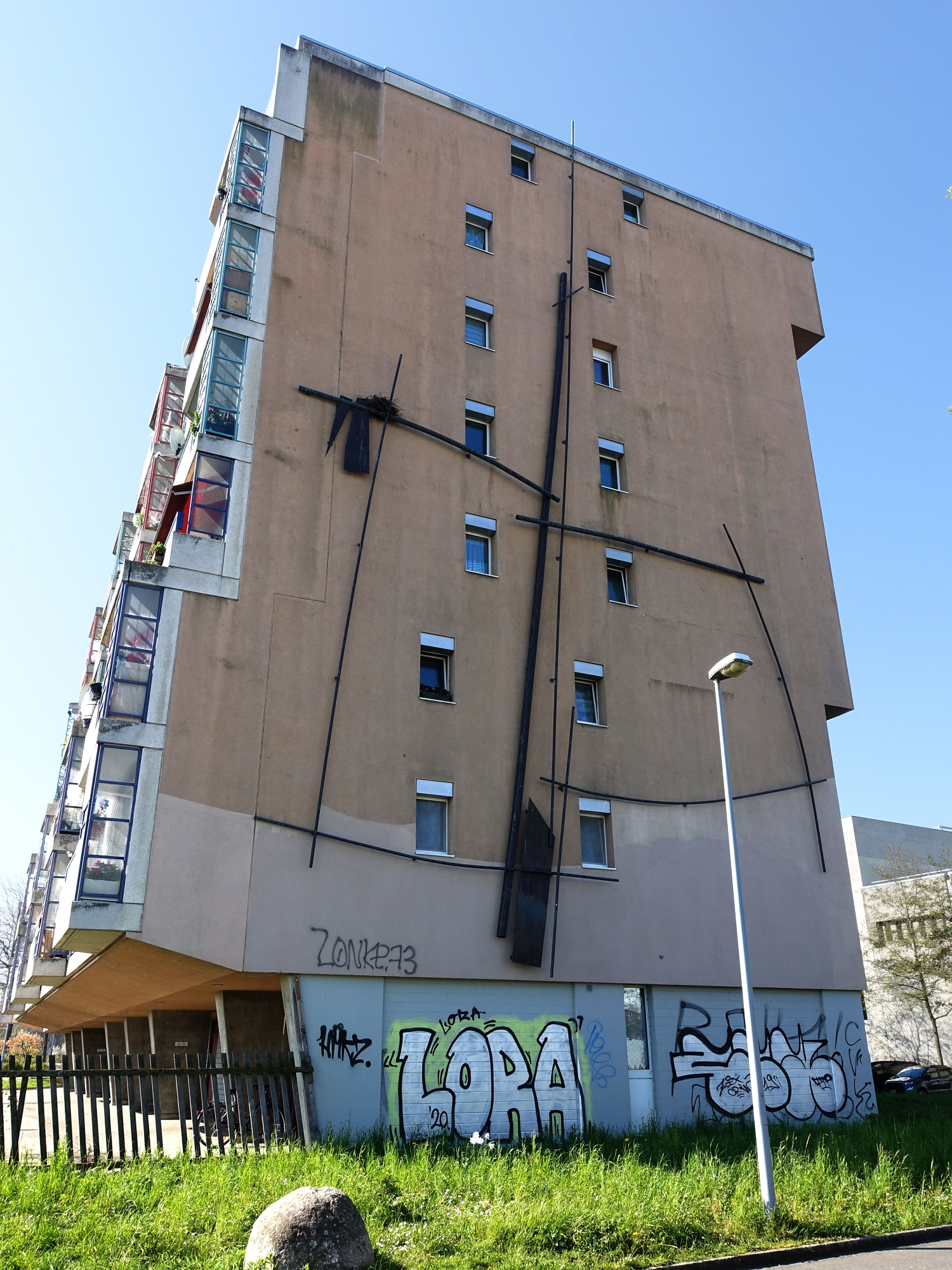
Elsässerstrasse 41/53, Basel. Gestaltung der Giebelfassade Nord (1986–1988)

Gaemperles Werk umfasst Malerei, Zeichnung, Originaldruckgrafik, Glasmalerei und Hinterglasmalerei. Seine Arbeiten passen sich den Materialien an, seine abstrakten Formen bleiben dabei weich und organisch. Zu Beginn der 1980er Jahre gewann er grosse Kunst am Bau-Wettbewerbe u. a. des Kunstkredit Basel-Stadt und konnte einige davon realisieren. Einige Gruppenausstellungen von Schweizerkunst in Museen folgten (Tokyo, Taiwan, Portugal, Spanien, Mexiko). 1987 hatte er eine «one man show» an der Art Basel (Galerie Giséle Linder). Für das historische Verwaltungsgebäude Schmelzihof in Balsthal entwarf er – unter anderem für das Trauungszimmer – drei Glasarbeiten.

## Ausstellungen (Auswahl)
- 2014: Une fleur dans la barbe, Kulturforum Laufen
- 2009: Thomas Woodtli, Daniel Gaemperle – Fotografie und Malerei, Galerie im Gluri-Suter-Huus, Wettingen
- 2004: Keine Aquarelle: ein Werkbuch. Daniel Gaemperle, Edmondo Savoldelli, Thomas Woodtli, Kunsthaus Zoffingen
- 2004: Last minutes [eine Reiseprotokoll] Daniel Gaemperle, Bernd Kniel, Thomas Woodtli, Kunstverein Oberwallis, Galerie Zur Matze, Stockalperpalast, Brig
- 2003: Position Glas – 3 Künstler Thierry Boissel, Daniel Gaemperle, Nabo Gaß, Villa Aichele, Städtische Galerie Lörrach
- 1991: Daniel Gaemperle: Neue Arbeiten, KunstHalle Wil, Schweiz
- 1987/1988: Constellations: aspects of contemporary Swiss art. Rudolf Buchli, Martin Cleis, Daniel Gaemperle, Godi Hirschi, Jörg Mollet, Stephan Spicher, Therese Weber. Kunsthalle Basel (mit Katalog)
- 1987: Basler Künstler: Kurt Burkardt, Klaus von Flüe, Daniel Gaemperle, Kunsthaus Glarus

## Auszeichnungen/Preise (Auswahl)
- 2014: Auszeichnungspreis für Malerei des Kantons Solothurn
- 1996: Förderpreis für Glasmalerei Einsiedeln/Romont
- 1990: 1. Preis im Wettbewerb um die Altarraumneugestaltung der Kathedrale Notre-Dame (Lausanne) (nicht ausgeführt)
- 1987: 1. Preis der Gemeinde Rorschach für eine Skulptur am Bodensee (nicht ausgeführt)
- 1986: 1. Preis beim Wettbewerb für ein Wandgemälde in der Schulanlage Lindenhof, Wil SG. 1. Preis Kunstkredit Basel-Stadt, Wandgestaltung Elsässerrheinweg. 1. Preis der Eidgenössischen Kunstkommission für das Glasdach der ETH Zürich, Informatikzentrum
- 1983: 1. Preis, Kunstkredit der Stadt Basel, Wandbild Aula Gundeldinger Schulhaus. 1. Preis, Kunstkredit Baselland, Skulptur vor der Gemeindeverwaltung Binningen (nicht ausgeführt). 1. Preis, Pfarrei Murten FR, im Wettbewerb für 13 Kirchenfenster (nicht ausgeführt)
- 1981: Stipendium der Stiftung Pro Arte, Bern. Preis beim Grafikwettbewerb «150 Jahre Kanton Basellandschaft»